# Xylenini
Xylenini — триба метеликів родини Совки (Noctuidae). Наявність цієї триби заперечується деякими дослідниками. Її також іноді відносять до підродини Cuculliinae.

## Класифікація
До триби відносять такі роди:
- Agrochola Hübner, 1821
- Bombycia Stephens, 1829
- Epiglaea Grote, 1878
- Fishia Grote, 1877
- Hillia Grote, 1883
- Lithophane Hübner, 1821
- Mniotype Franclemont, 1941
- Mormo
- Platypolia Grote, 1895
- Sunira Franclemont, 1950
- Sutyna Todd, 1958
- Xanthia Ochsenheimer, 1816
- Xylena Ochsenheimer, 1816
- Xylotype Hampson, 1906